# Ectochaeta spinulosa
Ectochaeta spinulosa är en tvåvingeart som beskrevs av Borgmeier 1958. Ectochaeta spinulosa ingår i släktet Ectochaeta och familjen puckelflugor. Inga underarter finns listade i Catalogue of Life.